# Iveco EuroClass
L'Iveco 380 EuroClass, dal 2002 Irisbus 389 EuroClass, è un modello di autobus interurbano e gran turismo disegnato e prodotto prima dall'azienda italiana Iveco e poi dalla joint venture italo-francese Irisbus tra il 1993 e il 2007.
Prodotto nello stabilimento di Valle Ufita a Flumeri, in Italia, l'EuroClass si è diffuso ampiamente in tutta la penisola anche nelle versioni con carrozzerie realizzate da Padane e Dalla Via. La versione HD si è aggiudicata il titolo di Coach of the Year nel 1995.

## Progetto

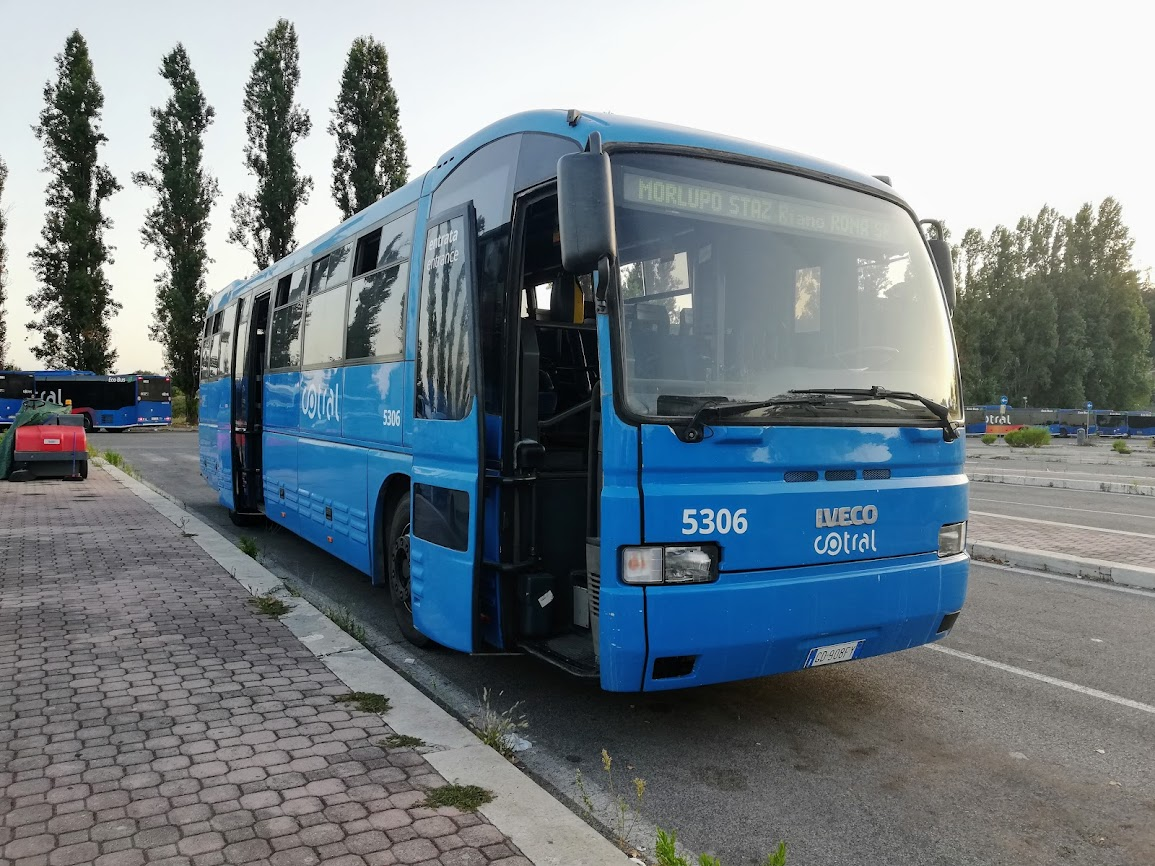
Iveco 380 EuroClass di Cotral in sosta presso la stazione Saxa Rubra a Roma

L'EuroClass vede la luce nei primi anni '90: l'obiettivo è sostituire l'Iveco 370, in produzione dal 1976, nel segmento del trasporto pubblico interurbano e in quello gran turismo per servizi di noleggio con conducente. Come già per il 370, le versioni più accessoriate vengono denominate "EuroClass Orlandi" pur essendo anch'esse costruite nello stabilimento di Flumeri. I primissimi esemplari uscirono dallo stabilimento di produzione nell'ottobre del 1992 ed erano tutti in versione H, adibiti principalmente al servizio interurbano. Esattamente un anno dopo verrà presentata anche la versione HD, più alta di 30 cm e pensata per il gran turismo.
Alle versioni normali è stato inoltre affiancato nel 1996 il TopClass, disegnato da Italdesign Giugiaro sullo stesso telaio ma caratterizzato da un design più ricercato e dal tetto panoramico in cristallo. Nel 2000 l'EuroClass subisce un piccolo lifting, con dei ritocchi al posteriore e l'adozione di nuovi gruppi ottici circolari, che caratterizzeranno tutti gli EuroClass prodotti da quel momento in avanti mentre a partire dal 2002 il mezzo iniziò ad essere prodotto con marchio Irisbus.
Il suo successore, basato sul telaio dell'Irisbus Iliade e commercializzato come Irisbus Evadys, è stato presentato nel 2005 mentre la produzione dell'EuroClass si è conclusa definitivamente nel 2007.

## Tecnica
Gli EuroClass, prodotti nello stabilimento italiano di Valle Ufita presso Flumeri, sono stati offerti in due versioni: H ed HD.
Inizialmente erano disponibili con tre motorizzazioni Euro II, tutte di origine Fiat-AIFO: 8460.41R (erogante 290 cavalli) solo per la versione H, 8460.41S (345 cavalli) sia per la versione H che HD, 8460.41M (380 cavalli) solo per la versione HD.
Nel 2002, in occasione del passaggio alle normative Euro III, i propulsori disponibili cambiarono: oltre che con il nuovo Iveco Cursor 8 (352 cavalli), l'EuroClass venne offerto con motori Renault DCi 11, differenti per la versione H (360 cavalli) ed HD (430 cavalli).
Al debutto l'EuroClass era disponibile con tre tipologie di cambio ZF: automatico a 5 marce 5HP 600 o 590 (solo per la versione da 290 cv) e manuale 8 rapporti 8S 180 con optional il comando AVS (di serie sulla versione HD). Successivamente l'automatico ZF diventò il 5HP 592 (sempre a 5 velocità) per il motore Cursor e il 5HP 602 per la versione Renault 360 cv. Per il cambiò manuale si passò allo ZF S6 1600 a 6 rapporti, tenendo l'8S 180 per le versioni HD senza cambio automatizzato, ma solo per un breve periodo. Infatti, con il passaggio al brand Irisbus, ma per le sole versioni con allestimento "HD by Orlandi", venne reso disponibile come optional il manuale automatizzato ZF AS-Tronic a 10 velocità. Dal 2002, diventa disponibile anche il cambio automatico Voith e il cambio As-Tronic viene offerto di serie sulle versioni HD, pensionando quindi il cambio ZF doppia H.

## Versioni

### EuroClass H
- Lunghezza: 10,5 m o 12 m
- Altezza: 3,265 m
- Allestimenti: Linea, Linea Super, Noleggio Rimessa, Super Linea, Turismo

#### Motori

##### Versioni Euro II
- Iveco 8460.41R 290 cavalli
- Iveco 8460.41S 345 cavalli

##### Versioni Euro III
- Iveco Cursor 8 F2B 352 cavalli
- Renault DCI 11 361 cavalli

#### Cambi

##### Versioni Euro II
- Manuale 8 rapporti ZF 8HP 180 (con optional il comando AVS)

- Automatico 5 rapporti ZF 5HP 600 (o 590 per alcune versioni 290 cv)

##### Versioni Euro III
- Manuale 6 rapporti ZF S6 1600 (per il Renault)
- Automatico 5 rapporti ZF 5HP 592 (per il Cursor) e 5HP 602 (per il Renault)
- Automatico Voith 4 rapporti

### EuroClass HD
- Lunghezza: 12 m
- Altezza: 3,565 m

#### Motori

##### Versione Euro II
- Iveco 8460.41M 380 cavalli

##### Versione Euro III
- Renault DCI 11 431 cavalli

#### Cambi

##### Versione Euro II
- Manuale 8 rapporti ZF 8HP 180 con comando AVS (senza per i primi esemplari Irisbus non As-Tronic)

##### Versione Euro III
- Manuale automatizzato 10 rapporti ZF As-Tronic

## Diffusione
L'EuroClass è stato acquistato nelle sue varie versioni da svariate aziende di trasporto pubblico italiane. Il maggiore quantitativo si è registrato nell'azienda regionale Cotral, che ha acquistato in totale circa 700 esemplari. Nel complesso 188 EuroClass hanno prestato servizio anche per conto di Ferrovia Trento-Malè e Atesina, poi confluite in Trentino Trasporti. ARPA ha acquistato circa una trentina di EuroClass, inclusi diversi TopClass ed EuroClass con carrozzeria Orlandi, che sono confluiti insieme ai pochi esemplari di FAS e GTM nel parco mezzi di TUA.
Scarso successo è stato registrato, al contrario, dal "fratello" TopClass che è stato prodotto in circa 100 esemplari.

Un esemplare in versione HD prodotto nel 1994 è stato rilevato e conservato dall'associazione Storicbus.

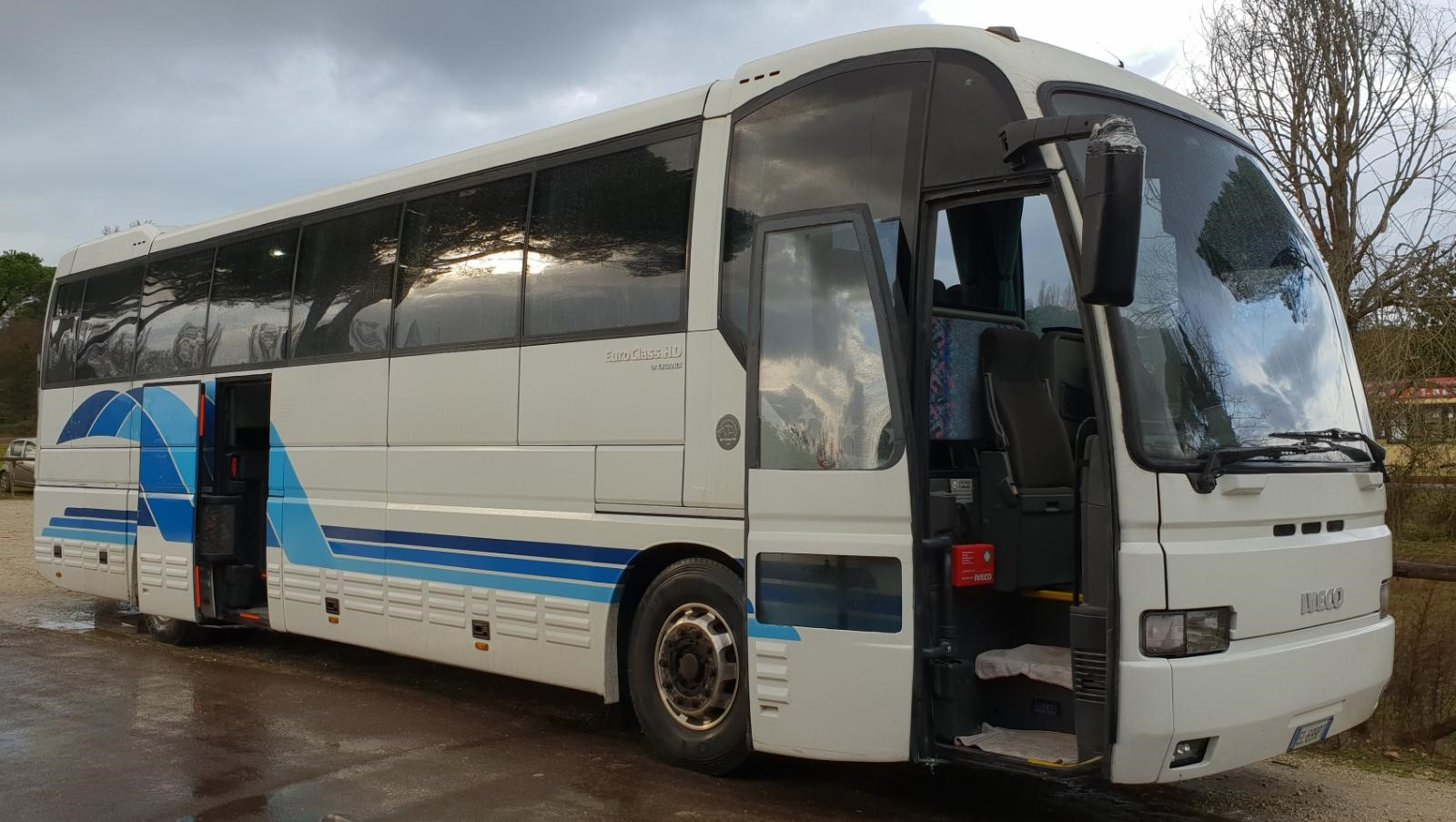
Iveco EuroClass HD attualmente di proprietà di Storicbus.